# The Century of Self
The Century of Self es el sexto álbum de estudio de la banda norteamericana …And You Will Know Us by the Trail of Dead. Fue lanzado el 17 de febrero de 2009 por la discográfica Richter Scale.

## Listado de canciones
1. "The Giants Causeway"† - 2:38
2. "The Far Pavilions" - 4:54
3. "Isis Unveiled" - 6:27
4. "Halcyon Days" - 6:36
5. "Bells of Creation" - 5:23
6. "Fields of Coal" - 3:42
7. "Inland Sea" - 4:08
8. "Luna Park" - 4:22
9. "Pictures of an Only Child"‡ - 4:43
10. "Insatiable (One)"‡ - 2:02
11. "Ascending" - 4:47
12. "An August Theme" - 0:50
13. "Insatiable (Two)" - 3:03